# Vierde tentoonstelling van de impressionisten

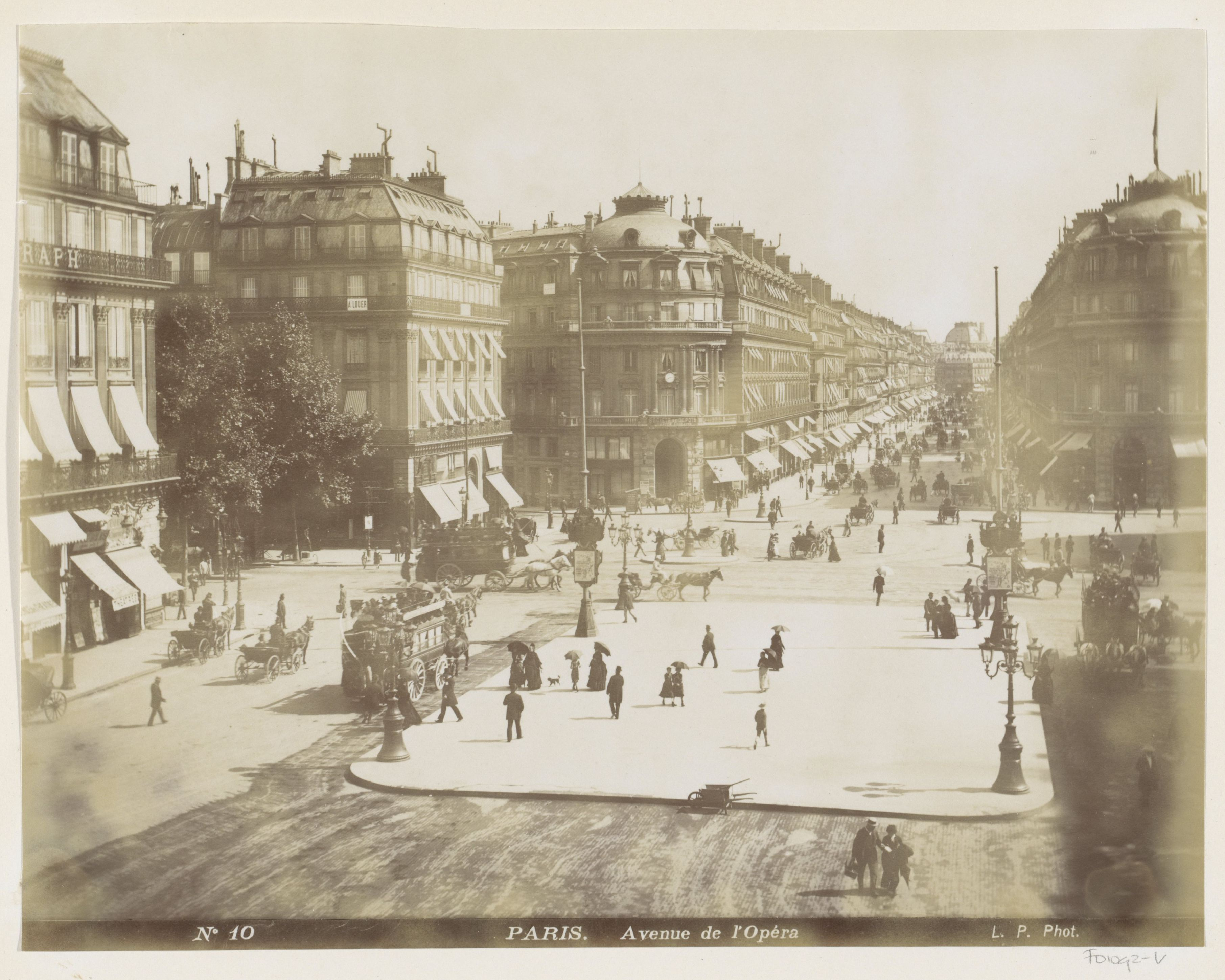
Avenue de l'Opéra (foto eind 19e eeuw)

De vierde tentoonstelling van de impressionisten werd gehouden van 10 april tot 11 mei 1879 in Parijs. Een deel van de kunstenaars die hadden deelgenomen aan de eerste tentoonstelling in 1874 haakte af maar toch was de tentoonstelling een bescheiden succes.

## Organisatie
In 1878 werd voor de Parijse salon enkel werk van Pierre-Auguste Renoir geselecteerd. Gustave Caillebotte, Camille Pissarro en de andere impressionisten waren dus van plan om ook in 1878 een eigen tentoonstelling te organiseren. Maar uiteindelijk gingen hun plannen niet door en was het wachten tot 1879. Caillebotte, Pissarro, Edgar Degas, Claude Monet, Renoir en Alfred Sisley begonnen in maart plannen te maken. Renoir, Sisley en Paul Cézanne waren ontgoocheld door het gebrek aan erkenning en namen uiteindelijk niet deel. Renoir en Cézanne waren bovendien geselecteerd voor de Parijse Salon. Berthe Morisot was net bevallen en had onvoldoende werk om tentoon te stellen.
De vierde tentoonstelling ging door in een ruim appartement op de eerste verdieping op nr 28 van de Avenue de l'Opéra. Pissarro stelde 39 werken tentoon, Caillebotte 28 en Monet 32. Andere oudgedienden waren Adolphe-Félix Cals, Henri Rouart en Charles Tillot. Degas was een van de organisatoren en hij stelde 25 werken tentoon. Hieronder waren enkele buitengewone stukken zoals beschilderde waaiers. In die tijd werkte Degas nauw samen met Mary Cassatt en zij nam voor het eerst deel. Ze stelde 11 werken tentoon en koos ervoor enkele van haar schilderijen te tonen in opvallende gekleurde kaders. Andere nieuwkomers waren Félix Bracquemonds vrouw Marie, Jean-Louis Forain, Albert Lebourg, Henry Somm en Federico Zandomeneghi. Paul Gauguin deed ook mee op uitnodiging van Pissarro, maar zijn werk, een marmeren buste van zijn zoon, werd niet vermeld in de catalogus.
Er waren nog steeds aanvallen in de pers maar minder talrijk dan bij de eerste tentoonstelling in 1874. Het publiek meed de tentoonstelling niet en er werd een bescheiden winst gemaakt, die verdeeld werd onder de deelnemers.

## Galerij

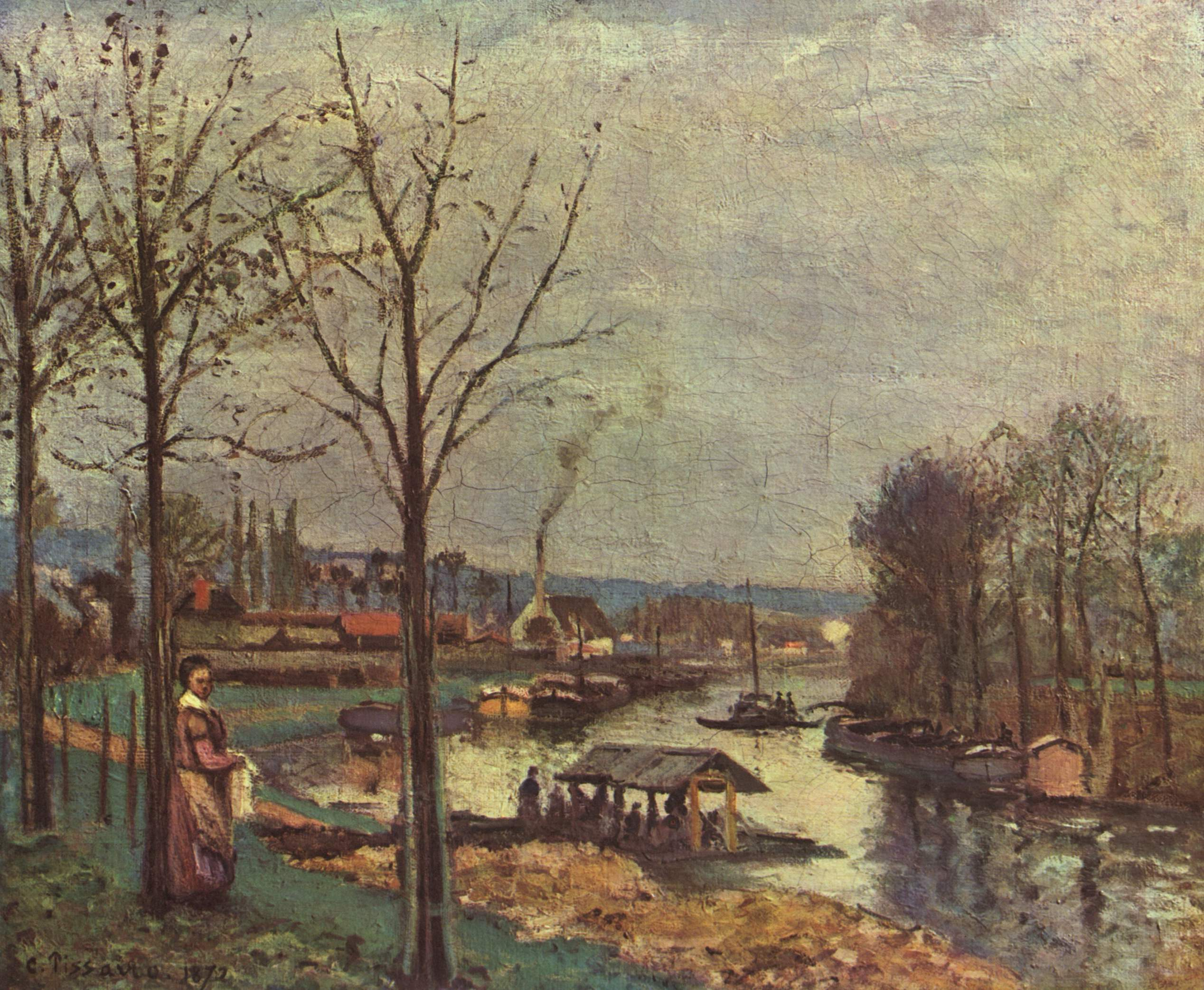
Camille Pissarro, La Seine à Port-Marly, le lavoir (Musée d'Orsay, Parijs)
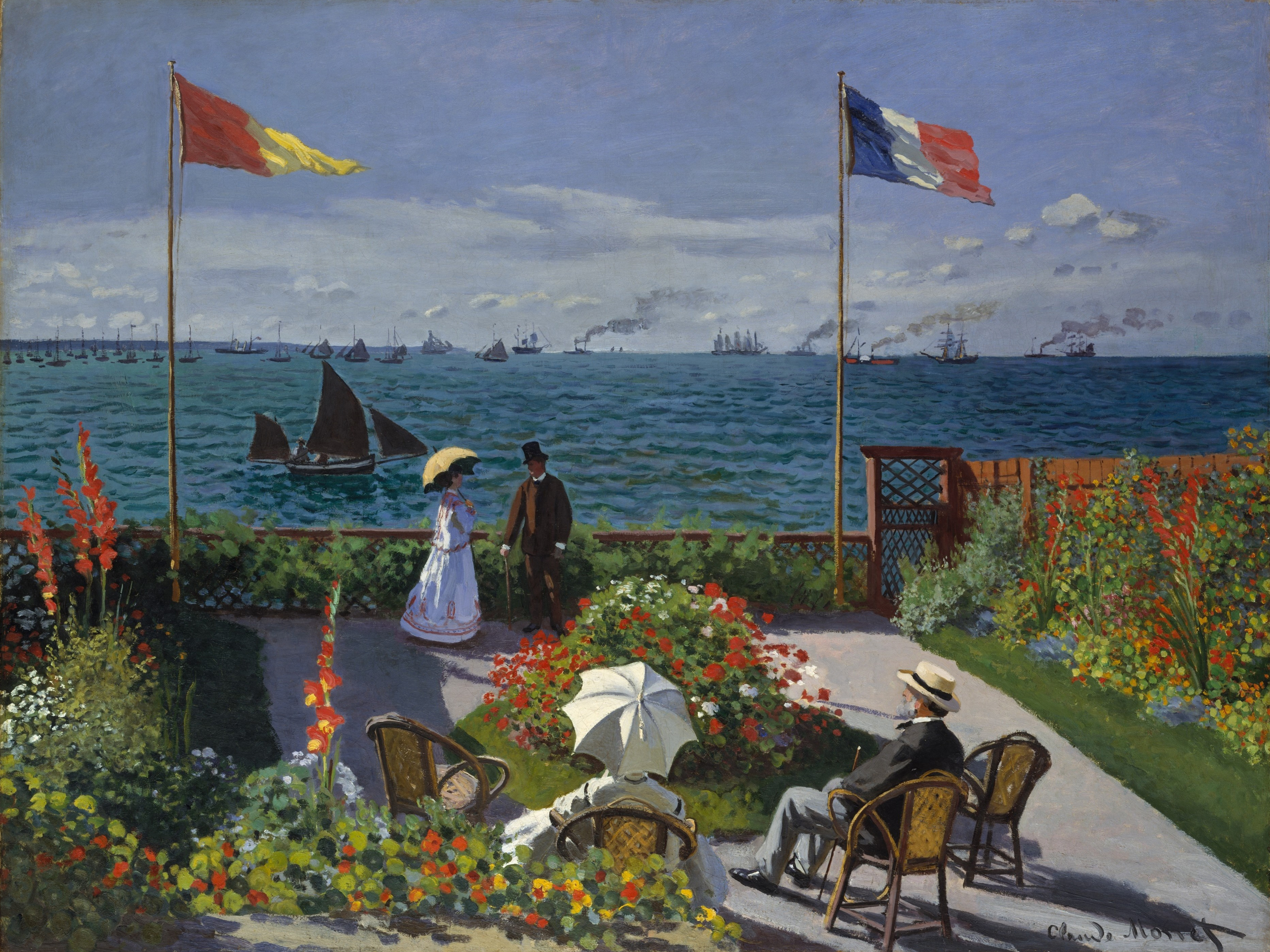
Claude Monet, Terrasse à Sainte-Adresse (Metropolitan Museum of Art, New York)
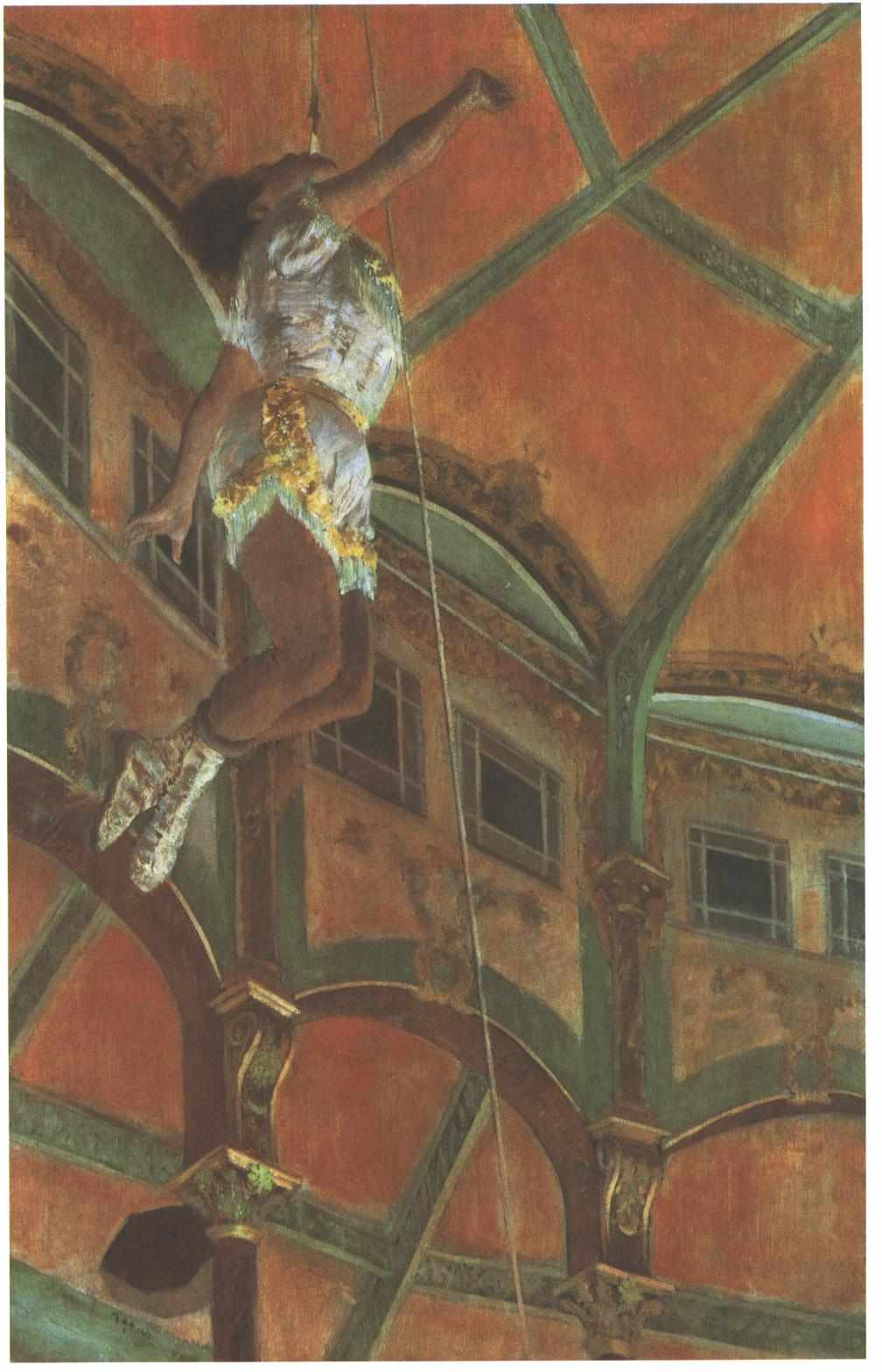
Edgar Degas, Miss Lala au cirque Fernando (National Gallery, Londen)
Mary Cassatt, Little Girl in a Blue Armchair (National Gallery of Art, Washington D.C.)

1874 · 1876 · 1877 · 1879 · 1880 · 1881 · 1882 · 1886